# Měcholupy (kraj ustecki)
Měcholupy – miejscowość i gmina (obec) w Czechach, w kraju usteckim, w powiecie Louny. W 2022 roku liczyła 982 mieszkańców.